# Trade Test Transmissions
Trade Test Transmissions è il quarto album in studio del gruppo musicale britannico Buzzcocks, pubblicato nel 1993.

## Tracce
1. Do It
2. Innocent
3. TTT
4. Isolation (Steve Diggle)
5. Smile
6. Last to Know
7. When Love Turns Around (Steve Diggle)
8. Never Gonna Give It Up
9. Energy (Steve Diggle)
10. Palm of your Hand
11. Alive Tonight (Steve Diggle)
12. Who'll Help Me To Forget?
13. Unthinkable (Steve Diggle)
14. Crystal Night
15. 369

## Formazione
- Pete Shelley - voce e chitarra
- Steve Diggle - chitarra e voce
- Tony Barber - basso
- Phil Barker - batteria